# Nicarete albolineatus
Nicarete albolineatus är en skalbaggsart som beskrevs av Leon Fairmaire 1904. Nicarete albolineatus ingår i släktet Nicarete och familjen långhorningar.
Artens utbredningsområde är Madagaskar. Inga underarter finns listade i Catalogue of Life.